# Станец
Станец е село в Североизточна България. То се намира в община Омуртаг, област Търговище.